# Relanit
Relanit je jednolůžkový okrouhlý pletací stroj se speciální technikou pohybu jehel a platin při tvorbě zátažné pleteniny.

## Vlastnosti
Relanit se liší od konvenčních strojů především tvarem platin a zámků a uspořádáním pohybu jehel a platin.
- Počet ohybů niti během pletení se snižuje na polovinu, doba na tvorbu očka se zkracuje, takže počet přetrhů se dá snížit až o 2/3.
- Protože zámky mají menší rozměry, může se jich na stroji umístit větší počet, což přispívá k podstatnému zvýšení výkonu stroje.
- Nevýhody: Zvýšená spotřeba energie a oleje k pohonu stroje.

## Použití
Pleteniny se zhotovují v hladké jednolícní, výplňkové vazbě, piké, zčásti i s žakárovými vzory.
Stroje jsou specializované na pleteniny k určitému použití. Patří k nim zejména svrchní a sportovní oděvy, plavky a spodní prádlo. 
První stroje s technikou relanit přišly na trh v roce 1987, do roku 2016 bylo prodáno asi 10 000 exemplářů. 
Stroje z roku 2017 mohou s obvodovou rychlostí do 480 m/min (ø 30” x 50 obr./min.) a se 120 pletacími systémy vyrobit za hodinu např. 36 kg pleteniny o váze 125 g/m2. 